# Condado de Mason (Kentucky)
O Condado de Mason é um dos 120 condados do estado americano de Kentucky. A sede do condado é Maysville, e sua maior cidade é Maysville. O condado possui uma área de 639 km² (dos quais 14 km² estão cobertos por água), uma população de 16 800 habitantes, e uma densidade populacional de 27 hab/km² (segundo o censo nacional de 2000). O condado foi fundado em 1788.